# 瓦尔曼斯泰 (摩泽尔省)
瓦尔曼斯泰（法語：Valmunster）是法国摩泽尔省的一个市镇，属于布莱摩泽尔区（Boulay-Moselle）布莱摩泽尔县（Boulay-Moselle）。该市镇总面积3.14平方公里，2009年时的人口为91人。

## 人口
瓦尔曼斯泰人口变化图示